# Pallottola K

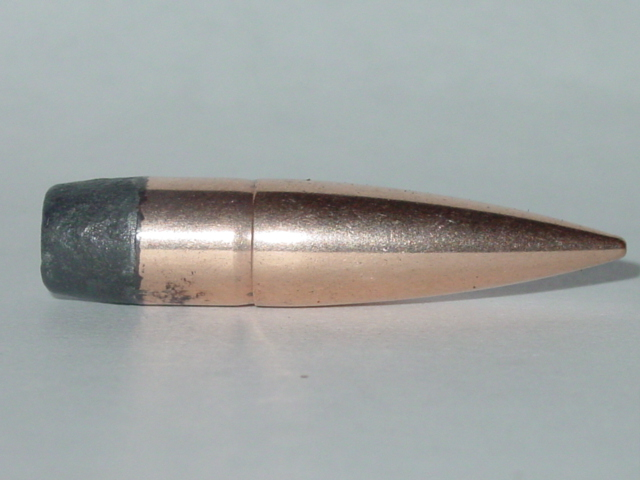
Pallottola K 7,92 × 57 mm Mauser perforante standard. È possibile notare il duro nucleo in acciaio che sporge dalla parte posteriore della pallottola

La pallottola K è una munizione perforante 7,92 × 57 mm Mauser con un duro nucleo in acciaio, progettata per essere sparata da un fucile Mauser Gewehr 98 standard.

## Storia
Le truppe tedesche sperimentarono come alcuni dei primi metodi anticarro la "pallottola invertita", contro i carri armati britannici della prima guerra mondiale. Questa tecnica era rozza ma si dimostrò efficace contro i modelli di carri armati Mark I, sebbene non fosse sicura da usare per la fanteria e divenne presto obsoleta. In sostituzione, i tedeschi concepirono la "pallottola K", che fu appositamente sviluppata come munizione perforante. La pallottola K era in utilizzo nella battaglia di Messines (giugno 1917) e aveva 1 possibilità su 3 di penetrare una corazza spessa 1⁄2 pollice (12,7 mm) da una distanza di 100 metri (330 ft).
Con lo schieramento britannico del carro armato Mark IV, dotato di una corazza più spessa, la pallottola K si rivelò presto inefficace, portando i tedeschi a progettare soluzioni anticarro altamente specializzate, con la creazione della potente cartuccia 13,2 mm TuF e il primo fucile anticarro, il Tankgewehr M1918.

## Varianti

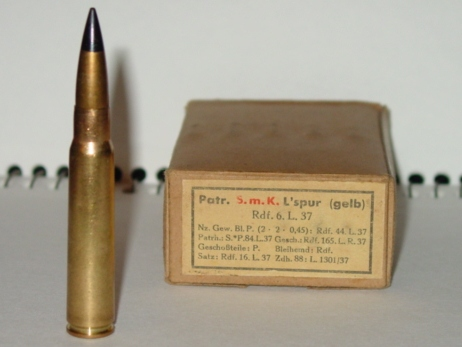
Pallottola K, versione munizione tracciante (S.m.K. L'spur)

I tedeschi realizzarono diverse versioni della pallottola K durante la prima e seconda guerra mondiale, tra cui:
| Nome in codice    | Nome completo                                      | Descrizione |
| ----------------- | -------------------------------------------------- | --- |
| S.m.K.            | Spitzgeschoss mit Kern                             | Pallottola perforante standard, con duro nucleo in acciaio. Dotata di un bordo rosso attorno all'innesco, alla base del bossolo.                                                                                               |
| S.m.K.H.          | Spitzgeschoss mit Kern, Hart                       | Versione della pallottola con duro nucleo in carburo di tungsteno. Dotata di fondo del bossolo in colore rosso, incluso l'innesco. Dal 1939 solo l'innesco in colore rosso.                                                    |
| S.m.K. L'spur     | Spitzgeschoss mit Kern, Leuchtspur                 | Munizione tracciante: dotata di un duro nucleo in acciaio più corto per includere una piccola carica pirotecnica, disponibile anche in colore giallo. Bordo rosso intorno all'innesco e punta della pallottola in colore nero. |
| S.m.K. Ub.m.Zerl. | Spitzgeschoss mit Kern Übungsmunition mit Zerleger | Versione della pallottola molto rara per test al poligono di tiro con autodistruzione dopo aver percorso una certa distanza.                                                                                                   |

Durante il periodo interbellico, la Seconda Repubblica di Polonia ha prodotto una copia della variante S.m.K. designata come "pallottola P" (przeciwpancerny, lett. "perforante") e la propria munizione tracciante, designata come "pallottola PS" (przeciwpancerny smugowy, lett. "tracciante perforante").